# Jan Vopat
Jan Vopat (né le 22 mars 1973 à Most en Tchécoslovaquie) est un joueur professionnel tchèque de hockey sur glace. Il évoluait au poste de défenseur. Il est le frère de Roman Vopat.

## Biographie

### Carrière en club
En 1990, il débute avec son club formateur du HC Litvínov dans le Championnat de Tchécoslovaquie de hockey sur glace. Il est choisi en 3e ronde en cinquante-septième position au total par les Whalers de Hartford au repêchage d'entrée dans la LNH 1992. Le 16 mars 1996, les Kings de Los Angeles acquièrent ces droits en retour d’un choix de 4e ronde. La saison suivante, il part en Amérique du Nord et débute dans la Ligue internationale de hockey pour l’équipe des Roadrunners de Phoenix. Le 16 mars 1996, il joue son premier match dans la Ligue nationale de hockey avec les Kings face aux Oilers d’Edmonton. Il marque son premier but en LNH le 10 avril 1996 face aux Sharks de San José. Le 26 juin 1998, il est échangé en compagnie de Kimmo Timonen aux Predators de Nashville par les Kings, en retour de considérations futures. Il met un terme à sa carrière professionnelle le 10 décembre 1999 à cause d’une allergie de peau rare.

### Carrière internationale
Il représente l'équipe de République tchèque au niveau international. Il participe aux Jeux Olympiques de Lillehammer en 1994, ainsi qu’au Championnat du monde de 1995 en Suède.
Il a participé aux sélections jeunes pour la Tchécoslovaquie. Il fait partie de la sélection qui finit troisième du tournoi des moins de 18 ans en 1990, ainsi que de celle qui finit Champion d’Europe des moins de 18 ans en 1991. Il évolue aussi pour la Tchécoslovaquie lors du Championnat du monde junior de 1992 , ainsi que pour ceux de 1993 dont il est le capitaine de la sélection et remporte la médaille de bronze.

## Statistiques

### En club
| Saison     | Équipe                 | Ligue           |     | Saison régulière | Saison régulière | Saison régulière | Saison régulière | Saison régulière |   | Séries éliminatoires | Séries éliminatoires | Séries éliminatoires | Séries éliminatoires | Séries éliminatoires |
| Saison     | Équipe                 | Ligue           | PJ  | B                | A                | Pts              | Pun              | PJ               | B | A                    | Pts                  | Pun                  |                      |                      |
| 1990-1991  | HC Litvínov            | Tchécoslovaquie | 18  | 0                | 3                | 3                | 4                | 7                | 1 | 1                    | 2                    | 0                    |                      |                      |
| 1991-1992  | HC Litvínov            | Tchécoslovaquie | 37  | 1                | 2                | 3                | -                | 9                | 3 | 0                    | 3                    | -                    |                      |                      |
| 1992-1993  | HC Litvínov            | Tchécoslovaquie | 45  | 10               | 11               | 21               | 0                | -                | - | -                    | -                    | -                    |                      |                      |
| 1993-1994  | HC Litvínov            | Extraliga       | 41  | 9                | 18               | 27               | 28               | 4                | 1 | 1                    | 2                    | 0                    |                      |                      |
| 1994-1995  | HC Litvínov            | Extraliga       | 42  | 7                | 18               | 25               | 29               | 4                | 0 | 2                    | 2                    | 2                    |                      |                      |
| 1995-1996  | Roadrunners de Phoenix | LIH             | 47  | 0                | 9                | 9                | 34               | 4                | 0 | 2                    | 2                    | 4                    |                      |                      |
| 1995-1996  | Kings de Los Angeles   | LNH             | 11  | 1                | 4                | 5                | 4                | -                | - | -                    | -                    | -                    |                      |                      |
| 1996-1997  | Kings de Los Angeles   | LNH             | 33  | 4                | 5                | 9                | 22               | -                | - | -                    | -                    | -                    |                      |                      |
| 1996-1997  | Roadrunners de Phoenix | LIH             | 4   | 0                | 6                | 6                | 10               | -                | - | -                    | -                    | -                    |                      |                      |
| 1997-1998  | Grizzlies de l'Utah    | LIH             | 38  | 8                | 13               | 21               | 24               | -                | - | -                    | -                    | -                    |                      |                      |
| 1997-1998  | Kings de Los Angeles   | LNH             | 21  | 1                | 5                | 6                | 10               | 2                | 0 | 1                    | 1                    | 2                    |                      |                      |
| 1998-1999  | Predators de Nashville | LNH             | 55  | 5                | 6                | 11               | 28               | -                | - | -                    | -                    | -                    |                      |                      |
| 1999-2000  | Predators de Nashville | LNH             | 6   | 0                | 0                | 0                | 6                | -                | - | -                    | -                    | -                    |                      |                      |
| 1999-2000  | Admirals de Milwaukee  | LIH             | 2   | 1                | 0                | 1                | 2                | -                | - | -                    | -                    | -                    |                      |                      |
| Totaux LNH | Totaux LNH             | Totaux LNH      | 126 | 11               | 20               | 31               | 70               | 2                | 0 | 1                    | 1                    | 2                    |                      |                      |

### Statistiques en équipe nationale
| Année | Équipe              | Évènement                   |   | PJ | B | A  | Pts | Pun | +/-                |  | Résultat |
| 1990  | Tchécoslovaquie U18 | Championnat d'Europe junior | 5 | 5  | 0 | 5  | 4   |     | Médaille de bronze |  |          |
| 1991  | Tchécoslovaquie U18 | Championnat d'Europe junior | 6 | 2  | 1 | 3  | 2   |     | Médaille d'or      |  |          |
| 1992  | Tchécoslovaquie U20 | Championnat du monde junior | 7 | 0  | 1 | 1  | 2   |     | 5e place           |  |          |
| 1993  | Tchécoslovaquie U20 | Championnat du monde junior | 7 | 6  | 4 | 10 | 6   | 8   | Médaille de bronze |  |          |
| 1994  | République tchèque  | Jeux olympiques             | 8 | 0  | 1 | 1  | 8   | 1   | 5e place           |  |          |
| 1995  | République tchèque  | Championnat du monde        | 8 | 0  | 1 | 1  | 6   | 3   | 4e place           |  |          |

## Carrière après le jeu
- De 2005 à 2006: Recruteur amateur pour les Kings de Los Angeles
- De 2007 à 2011: Recruteur pour les Blues de Saint-Louis
- De 2011 à 2013: Recruteur professionnelle pour les Blues
- à partir de 2013: Directeur du recrutement européen pour les Blues

Lors de la victoire de la Coupe Stanley par les Blues en 2019, il voit son nom inscrit sur la coupe.